# Времена и эпохи
«Времена и эпохи» — ежегодный фестиваль истории, представляющий всемирную историю от Античности до 80-х годов XX века.
Проводился  в Москве с 2011 года.  До 2017 года каждый фестиваль был посвящен отдельной эпохе и проходил в музее-заповеднике «Коломенское» (г. Москва). С 2017 года фестиваль встречал посетителей разнообразными площадками в центре Москвы, на Бульварном кольце и в парках.

## Фестиваль «Времена и эпохи. Древняя Русь» в 2011 году
Проходил со 2 по 4 сентября. Фестиваль посвящён истории Древней Руси IX—XI веков и её соседей. В нём приняли участие 1200 человек из 75 клубов исторической реконструкции из 46 городов России, а также их коллеги из США, Великобритании, Дании, Норвегии, Швеции, Литвы, Латвии, Польши, Германии, Белоруссии и Украины.
Действовало 8 тематических площадок:
- Площадка Лагерь русичей
- Площадка Борг викингов
- Площадка Финно-угорский кут
- Площадка Степной улус
- Площадка Поляна битв
- Площадка Пристань
- Площадка Ремесленные ряды
- Детская площадка

Фестиваль посетили до 50 тысяч зрителей.

## Фестиваль «Времена и эпохи. Московское царство» в 2012 году
Проходил с 6 по 8 июля. Посвящён русской и европейской истории XVII века. Главная тема — Смутное время. Центральное событие — показательное выступление «Московская битва (1612)». В фестивале приняли участие более 1000 участников, в том числе 300 иностранных реконструкторов. Имели место анахронизмы — Лагерь ландскнехтов отражал реалии XVI века.
Действовало 15 тематических площадок:
- Площадка Русский стан
- Площадка Казачий разъезд
- Площадка Лагерь ландскнехтов
- Площадка Европейский лагерь
- Площадка Арена
- Площадка Плац
- Площадка Лучный тир
- Площадка Потешное войско
- Площадка Призывной пункт
- Площадка Рекрутское депо
- Площадка Челобитный приказ
- Площадка Ремесленный посад
- Площадка Удаль молодецкая
- Площадка Ярмарка
- Площадка Завалинка

Фестиваль посетили до 190 тысяч зрителей.

## Фестиваль «Времена и эпохи. Средневековье» в 2013 году
Проходил с 21 по 23 июня. Посвящён Позднему Средневековью XIII—XVI веков. Главная тема — конный рыцарский турнир. Впервые в России турнирные схватки прошли с полной зоной поражения на цельнодеревянных копьях со стальными наконечниками.
Действовало 15 тематических площадок:
- Площадка Европа XIII в.
- Площадка Европа XIV в.
- Площадка Европа XV в.
- Площадка Европа XVI в.
- Площадка Русские княжества
- Площадка Орда
- Площадка Плац
- Площадка Арена
- Площадка Рыцарский лагерь
- Площадка Стрельбище
- Площадка Историческая ярмарка
- Площадка Ремесленный посад
- Площадка Средневековое фехтование
- Игровая площадка «Гульбище»
- Игровая площадка «Былина»

Фестиваль посетили до 220 тысяч зрителей.

## Фестиваль «Времена и эпохи. 1914/2014» в 2014 году
Проходил с 7 по 8 июня. Посвящён началу XX в. Главная тема — Первая мировая война. Центральные события — показательные выступления «Брусиловский прорыв», «Атака мертвецов» и «Мясорубка Нивеля» организованы центром военно-исторической реконструкции "Гарнизон-А". В фестивале приняли участие 2100 реконструкторов из 14 стран — России, Великобритании, Германии, Франции, Бельгии, Голландии, Болгарии, Белоруссии, Украины, Венгрии, Польши, Словении, Чехии и Японии.
Действовало 10 тематических площадок:
- Аристократия
- Пролетариат
- Город
- Деревня
- Конный плац
- Парк бронетехники
- Ярмарка
- Сцена
- Показательные лагеря
- Поле боя

Фестиваль посетили до 250 тысяч зрителей

## Фестиваль «Времена и эпохи. Древний Рим» в 2015 году
Проходил с 6 по 7 июня. Посвящён эпохе Античности. Главная тема — Древний Рим I века н. э. Центральное событие — показательное выступление «Триумф». В фестивале участвовало более 2000 реконструкторов из России, Италии, Чехии, Израиля, Австрии, Франции, Греции, Туниса и Румынии. Центральной площадкой фестиваля был римский военный лагерь, вокруг него разместились соседние «государства» и «племена». На Марсовом поле прошли показательные выступления: «Битва легионов», «Восстание Боудикки», «Битва с германцами», соревнования по историческому фехтованию и строевому бою. На Арене прошли выступления гладиаторов и античной конницы, была поставлена комедия Аристофана «Женщины в народном собрании». Здесь же 7 июня завершилось театрализованное шествие «Триумф», проходившее через территорию фестиваля. Всего в рамках фестиваля зрителям были представлены 110 интерактивных и анимационных действий, свыше 40 обучающих занятий, 20 театральных постановок.
Действовало 10 тематических площадок:
- Площадка Римский военный лагерь
- Площадка Германский бург
- Площадка Деревня кельтов
- Площадка Боспорское царство
- Площадка Иудея и Палестина
- Площадка Марсово поле
- Площадка Арена
- Площадка Форум
- Детская площадка
- Обучающая площадка

Фестиваль посетили до 300 тысяч зрителей, из них до 20 тысяч иностранных туристов.

## Фестиваль «Времена и эпохи. Битва тысячи мечей» в 2016 году
Фестиваль проходил 11—12 июня и был посвящен IX—XI векам, как и первый фестиваль серии. Была разработана обширная боевая программа в рамках состязания дружин, центральным событием каждого дня было массовое сражение русов с викингами. Впервые с 2012 года к пристани в «Коломенском» причалили древнерусские суда и лодки.
Фестиваль 2016 года проходил под проливным дождем, при этом вся программа была проведена.
Действовало 10 интерактивных площадок:
- Балты и финно-угры
- Cлавянcкое поселение
- Посад
- Торжище
- Степь
- Княжий стан
- Варяжский борг
- Византийское посольство
- Нормандия
- Пристань
- Гардарика

В рамках фестиваля работало детское игровое пространство «Былинафест», посвященное древнерусскому эпосу.
Фестиваль 2016 года стал крупнейшим мероприятием, посвященным Средневековью в истории российской реконструкции. Он принял участников из 23 стран: России, Швеции, Норвегии, Польши, США, Франции, Израиля, Сербии, Болгарии, Германии, Великобритании, Словении, Эстонии, Белоруссии, Молдавии, Литвы, Украины, Чехии, Италии, Словакии, Дании, Румынии, Латвии.

## Фестиваль «Времена и эпохи. Собрание» в 2017 году
Проходил с 1 по 12 июня в 30 местах по всей Москве.
Парковые площадки:
- Юность Российской империи (XVIII век, музей-заповедник «Царицыно»)
- Древний Рим и его соседи (Античность, музей-заповедник «Коломенское»)
- Русь и Орда (XIII–XV века, музей-заповедник «Коломенское»)
- Дьяковцы — первые москвичи (Железный век, музей-заповедник «Коломенское»)
- Первая мировая война (XX век, Мемориально-парковый комплекс героев Первой мировой войны)

Городские площадки:
- Севастопольский променад (XIX век, Чистопрудный бульвар)
- Военно-историческая миниатюра (Петровский бульвар)
- Старый Китай-город (Никольская улица)
- Немецкая слобода (XVIII век, Лаврушинский переулок)
- История за стеклом (Кузнецкий мост, 2 площадки)
- Историческое фехтование (Новый Арбат, 4 площадки)
- Война и мир (1812 год, Страстной бульвар)
- Серебряный век (XX век, Тверская площадь, Столешников переулок)
- Парк осадных машин (XIII–XV века, Восточная улица)
- Бульвар истории (Тверской бульвар, Новопушкинский сквер)
- Дача XIX века (Площадь Революции)
- Москва 40-х (Манежная площадь и Тверская улица)

## «Пограничная битва»
Фестиваль посвященный XVII веку серии «Времена и эпохи» проходил в формате «живой истории» 26 и 27 августа 2017 года в музее-заповеднике «Коломенское».
Специально к фестивалю был построен острог — полноценная деревянная крепость XVII века общей площадью 900 квадратных метров, с трёхметровым частоколом, угловыми башнями высотой 10 метров и собственной часовней. Прототипом крепости стал Албазинский острог — укреплённое поселение русских первопроходцев на Амуре.
Подготовка эскизов и чертежей реконструкции, рубка строений и сборка на месте прошли под авторским контролем Павла Сапожникова — лидера проекта Proshloe.architect.

## Фестиваль «Времена и эпохи» в 2018 году
Проходил с 10 по 22 августа на 30 площадках по всей Москве. Площадки выстроились в шаговой доступности от метро и представили всю историю человечества от каменного века до советской оттепели. В 2018 году фестиваль собрал 3000 участников со всего мира.

## Фестиваль «Времена и эпохи» в 2019 году
Проходил с 7 по 16 июня на 40 площадках в центре Москвы, парке Коломенское, музее Победы, в Государственном Историческом музее, в музее Декоративно-прикладного и народного искусства.
В рамках Времен и эпох в этом году прошёл V Международный рыцарский Турнир святого Георгия, наиболее точно и в деталях воссоздающий мир Средневековья. В нём приняли участие 12 сильнейших рыцарей со всего мира.
Впервые была представлена площадка Османской империи, специально созданная к фестивалю со всеми костюмами и декорациями.
Участие в IX по счёту фестивале «Времена и Эпохи» приняли 2000 реконструкторов из 15 стран мира — Австралии, Беларуси, Великобритании, Венгрии, Германии, Канады, Израиля, Италии, Мексики, Польши, Словакии, Турции, Франции, Чехии и России. Мексиканские реконструкторы Мезоамерики выступили прямо на Манежной площади.